# Любитовиця
Любитовиця (хорв. Ljubitovica) — населений пункт у Хорватії, у Сплітсько-Далматинській жупанії у складі громади Сегет.

## Населення
Населення за даними перепису 2011 року становило 485 осіб.
Динаміка чисельності населення поселення:

## Клімат
Середня річна температура становить 12,95 °C, середня максимальна – 26,91 °C, а середня мінімальна – -0,12 °C. Середня річна кількість опадів – 801 мм.
| Клімат поселення                              | Клімат поселення | Клімат поселення | Клімат поселення | Клімат поселення | Клімат поселення | Клімат поселення | Клімат поселення | Клімат поселення | Клімат поселення | Клімат поселення | Клімат поселення | Клімат поселення | Клімат поселення |
| Показник                                      | Січ.             | Лют.             | Бер.             | Квіт.            | Трав.            | Черв.            | Лип.             | Серп.            | Вер.             | Жовт.            | Лист.            | Груд.            |                  |
| Середній максимум, °C                         | 8,98             | 9,13             | 11,92            | 15,59            | 20,63            | 24,50            | 26,91            | 26,70            | 21,93            | 17,42            | 12,31            | 9,56             |                  |
| Середня температура, °C                       | 4,42             | 4,60             | 7,40             | 11,05            | 16,10            | 19,95            | 23,09            | 22,87            | 18,12            | 13,61            | 8,47             | 5,74             |                  |
| Середній мінімум, °C                          | −0,12            | 0,05             | 2,85             | 6,51             | 11,58            | 15,40            | 19,27            | 19,05            | 14,29            | 9,78             | 4,66             | 1,93             |                  |
| Норма опадів, мм                              | 69               | 60               | 65               | 70               | 55               | 54               | 33               | 47               | 73               | 86               | 103              | 86               |                  |
| Середньомісячна швидкість вітру, м/с          | 3.22             | 3.42             | 3.45             | 3.27             | 2.88             | 2.58             | 2.58             | 2.49             | 2.82             | 3.00             | 3.59             | 3.59             |                  |
| Середньомісячна сонячна радіація, кДж/м²·день | 5515             | 8260             | 11926            | 16340            | 20305            | 22815            | 24359            | 21395            | 16053            | 10471            | 5896             | 4650             |                  |
| --------------------------------------------- | ---------------- | ---------------- | ---------------- | ---------------- | ---------------- | ---------------- | ---------------- | ---------------- | ---------------- | ---------------- | ---------------- | ---------------- | ---------------- |
| Джерело:                                      |                  |                  |                  |                  |                  |                  |                  |                  |                  |                  |                  |                  |                  |